# Beaumont-de-Pertuis
Beaumont-de-Pertuis – miejscowość i gmina we Francji, w regionie Prowansja-Alpy-Lazurowe Wybrzeże, w departamencie Vaucluse.
Według danych na rok 1990 gminę zamieszkiwało 788 osób, a gęstość zaludnienia wynosiła 14 osób/km² (wśród 963 gmin regionu Prowansja-Alpy-W. Lazurowe Beaumont-de-Pertuis plasuje się na 415. miejscu pod względem liczby ludności, natomiast pod względem powierzchni na miejscu 121.).